# The Best of the Alan Parsons Project
The Best of The Alan Parsons Project è la prima raccolta del gruppo progressive rock britannico The Alan Parsons Project, pubblicata nel settembre del 1983 dall'Arista Records.

## Descrizione
L'album contiene una selezione dei migliori brani realizzati dal gruppo, fondato da Alan Parsons ed Eric Woolfson, estratti dagli album pubblicati dal 1977 al 1982. Nella raccolta è stato inserito un brano allora inedito, You Don't Believe, che sarà inserito nell'album seguente Ammonia Avenue pubblicato nel 1984.
Nel 1986 è diventato il primo album dei The Alan Parsons Project ad essere pubblicato in Unione Sovietica, anche se la canzone Psychobabble è stata rimossa da esso.
Nella ristampa su cd curata dalla Sony Music, per un refuso, sia sul fronte del cd, che sul retro della custodia porta cd, il brano Pyramania è riportato erroneamente come Pyromania, all'interno del booklet viene riportato nella maniera corretta.
Nel 1983 è la prima raccolta stampata anche su CD, l'anno successivo Ammonia Avenue sarà il primo album su CD.
La quantità di brani estratti da ogni album è la seguente album:
- 2 da I Robot del 1977
- 2 da Pyramid del 1978
- 2 da Eve del 1979
- 2 da The Turn of a Friendly Card del 1980
- 3 da Eye in the Sky del 1982
- 1 da Ammonia Avenue del 1984

Nella compilation vi è un solo brano strumentale.

## Tracce[4]
Testi e musiche di Eric Woolfson e Alan Parsons; edizioni musicali Arista Records.
1. I Wouldn't Want to Be Like You (I Robot - 1977) – 3:09 – Voce: Lenny Zakatek
2. Eye in the Sky (Eye in the Sky - 1982) – 4:29 – Voce: Eric Woolfson
3. Games People Play (The Turn of a Friendly Card - 1980) – 4:14 – Voce: Lenny Zakatek
4. Time (The Turn of a Friendly Card - 1980) – 4:57 – Voce: Eric Woolfson
5. Pyramania (Pyramid - 1978) – 2:40 – Voce: Jack Harris
6. You Don't Believe (Ammonia Avenue - 1984) – 4:23 – Voce: Lenny Zakatek
7. Lucifer (Eve - 1979) – 4:05 – Strumentale
8. Psychobabble (Eye in the Sky - 1982) – 4:48 – Voce: Elmer Gantry
9. Damned If I Do (Eve - 1979) – 4:50 – Voce: Lenny Zakatek
10. Don't Let it Show (I Robot - 1977) – 3:34 – Voce: Dave Townsend
11. Can't Take It with You (Pyramid - 1978) – 4:40 – Voce: Dean Ford
12. Old and Wise (Eye in the Sky - 1982) – 4:04 – Voce: Colin Blunstone

Durata totale: 49:53

## Formazione
- Alan Parsons - programmazione, tastiera, chitarra
- Eric Woolfson - tastiere, voce (tracce 2 e 4)
- Lenny Zakatek - voce (tracce 1,3,6,9)
- Ian Bairnson - chitarra
- David Paton - basso elettrico, cori
- Jack Harris - voce (traccia 5)
- Elmer Gantry - voce (traccia 8)
- Dave Townsend - voce (traccia 10)
- Colin Blunstone - voce (traccia 11)
- Mel Collins - sassofono
- Stuart Elliott - batteria (tranne tracce 1 e 10)
- Stuart Tosh - batteria (tracce 1 e 10)

## Booklet
Il booklet contiene un'accurata storia della nascita del gruppo e della realizzazione dei sei album che precedono questa raccolta (Tales of Mystery and Imagination - Edgar Allan Poe, I Robot, Pyramid, Eve, The Turn of a Friendly Card, Eye in the Sky), il testo è firmato e datato 21 settembre 1983.

## Masterizzazione
Rimasterizzato in digitale presso gli studi Abbey Road a Londra, a cura di Chris Blair.

## Classifiche
| Nazione       | Miglior posizione in classifica | Settimane di permanenza |
| ------------- | ------------------------------- | ----------------------- |
| Svizzera      | 16º                             | 9                       |
| Nuova Zelanda | 20º                             | 13                      |
| Stati Uniti   | 53º                             | 29                      |
| Regno Unito   | 99º                             | 1                       |